# Huambos
Huambos es un distrito de la provincia de Chota, departamento de Cajamarca, en el Perú. 

## Localización
El distrito de Huambos se encuentra ubicado en la sierra norte del Perú, en la provincia de Chota, departamento de Cajamarca.
La ciudad capital está ubicada a una altitud de 2.276 m s. n. m. en una meseta de bellos paisajes e impresionantes celajes.
Está ubicado a 55 km al oeste de la ciudad de Chota y a 219 km al este de Chiclayo.

## Economía local
Es una región agrícola y produce papa, ajo, trigo, arveja, racacha, frutas, en especial la lima y la naranja, y plantas medicinales como llantén, cola de caballo y yacón. Es también una región dedicada a la crianza de ganado vacuno, ovino y caballar.

## Flora y fauna
Sabios como Humboldt y Raymondi en el siglo XIX recorrieron las campiñas huambinas inventariando su rica flora y descubriendo una rara especie de orquídea de color violeta y centro amarillo que sólo crece en la peña del Aparíc, mirador que domina Huambos flanqueado de las montañas Oshahuillca y Chentén.
Huambos se encuentra ubicado privilegiadamente a medio camino entre el bosque de protección Pagaibamba en Querocoto y la Zona reservada de Chancaybaños en Santa Cruz, donde también se encuentran aguas termales medicinales.
Además se puede mencionar que existe el majestuoso cerro Cuchimac que revela un gran misterio y además se cuenta que en su interior existe valiosos minerales como el oro y plata.

## Festividades
Huambos es también conocido por su fiesta patronal en honor a San Juan Bautista que se celebra cada año del 22 al 27 de junio, siendo su día central el 24, con tradicionales corridas de toros.
Otra de sus reconocidas ferias es la que se hace cada noviembre del 10 al 13 en honor a la Virgen del Rosario

## Reseñas históricas
Antes de que el Imperio Inca alcanzara su esplendor, en Huambos ya existía una próspera civilización. Aún ahora se encuentran túneles subterráneos que habrían sido refugios militares. Tanto en la ciudad como el campo, se encuentran por todos lados importantes restos arqueológicos prácticamente desconocidos que hacen evidente un pasado de intensa actividad propia de la capital de una importante región. 
Desde Huambos también se accede a las ruinas de Pacopampa, de las que se ha dicho que pueden haber sido la verdadera capital de la cultura chavín. 
Durante el virreinato Huambos fue capital de provincia pero cedió ese puesto a Chota en la época republicana. Sus dominios alcanzaban hasta Ecuador donde hasta hoy subsisten las tribus indígenas de huambas y huambisas.
La historia huambina registra una heroica resistencia al ejército invasor chileno durante la Guerra del Pacífico. En el lugar conocido como La Loma de Huambos existe una elevación que hasta ahora lleva el nombre de La Pregonana en recuerdo a una treja mujer huambina que arengaba a las huestes patriotas.
Sin embargo, la ciudad de Huambos se enfrenta a un problema tectónico al estar levantada sobre suelo volcánico que, según ha confirmado un estudio del Instituto Geológico Minero y Metalúrgico del Perú (INGEMMET), se viene hundiendo progresivamente. Esto provoca rajaduras estructurales que están destruyendo muchas de sus casas y edificios públicos.